# Volkskundemuseum Salzburg

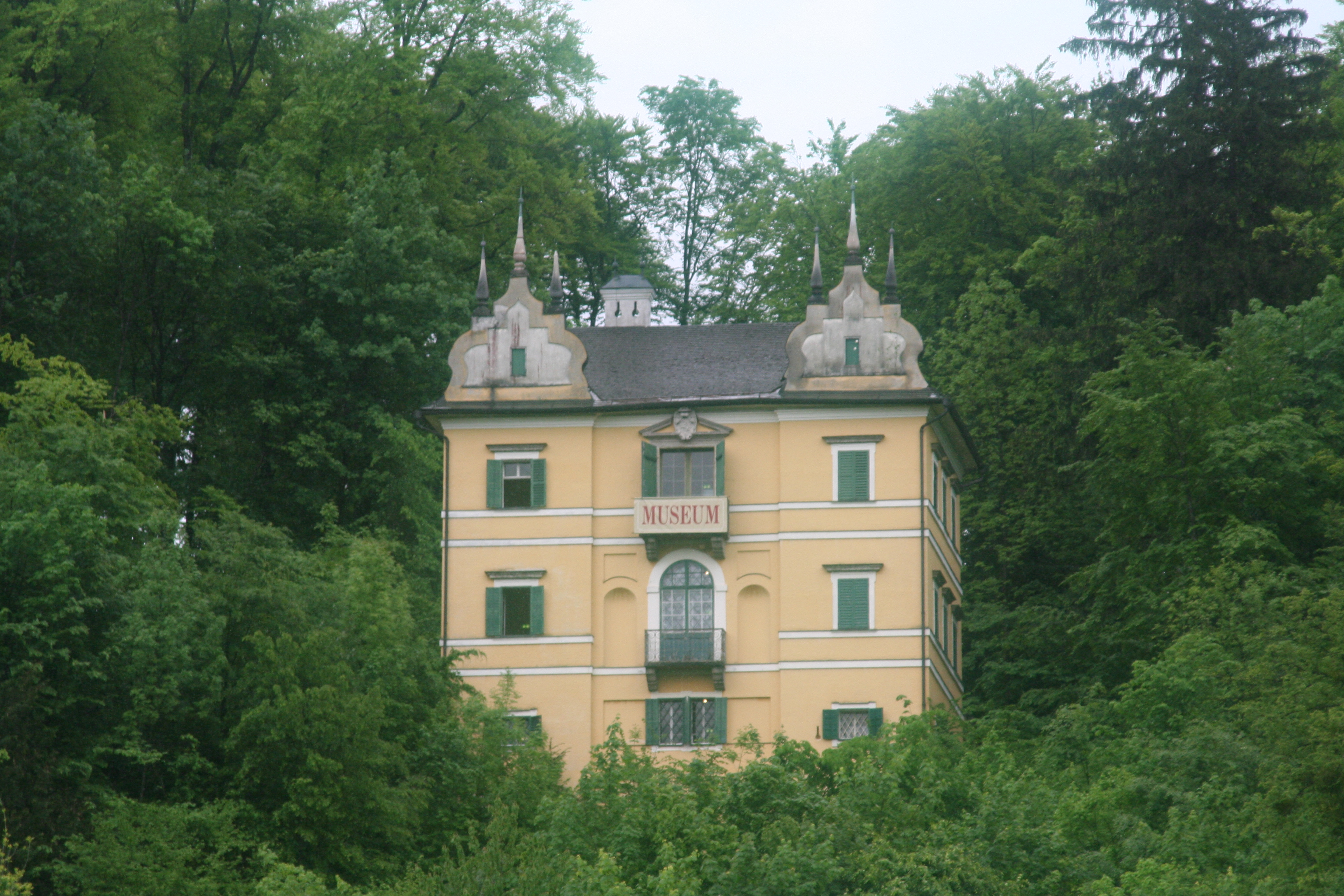
Monatsschlössl

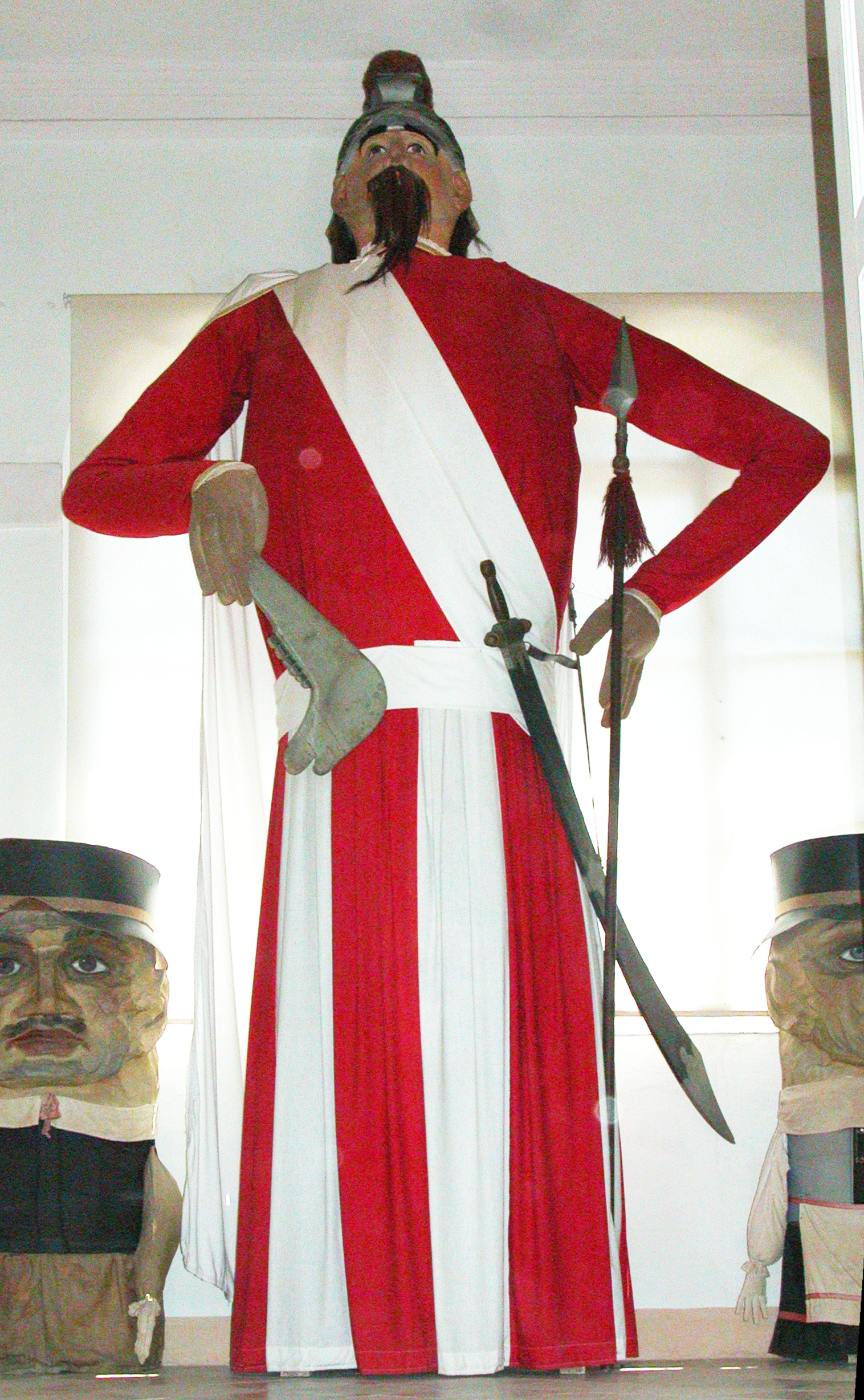
Samsonfigur

Das Volkskundemuseum (Eigenschreibweise Volkskunde Museum) in der österreichischen Landeshauptstadt Salzburg ist seit 1924 im Hellbrunner Monatsschlössl untergebracht, das 1615 für Erzbischof Markus Sittikus als Aussichtsschloss hoch über dem kunstvollen fürstlichen Garten des Schlosses Hellbrun erbaut wurde.
Die 1904 von Karl Adrian gegründete Sammlung vermittelt einen Einblick in die Salzburger Volkskultur mit Zeugnissen des Brauchtums, der Volksfrömmigkeit, der Wohnkultur und der Volksmedizin. Zu sehen sind unter anderem für die Salzburger Gaue typische Trachten, eine um das Jahr 1900 in das Museum gekommene Samsonfigur aus Mauterndorf zusammen mit ihren beiden Zwergen sowie diverse Perchten. Regelmäßig werden Sonderausstellungen gezeigt, etwa zum Salzburger Landesanzug, oder auch Sammlungsobjekte im künstlerischen Dialog wie bei „Operation Goldhaube“, „Herz Aller Liebst“ oder „Matthias tanzt – Salzburger Tresterer on stage“. In letztgenannter fanden, eher unüblich für diesen Ort, sogar Performances statt.
Das Volkskundemuseum ist dem Salzburg Museum (früher Salzburger Museum Carolino Augusteum) angeschlossen und wird eher von Touristen als vom Fachpublikum besucht.